# Perforation (Erdöl- und Erdgasförderung)

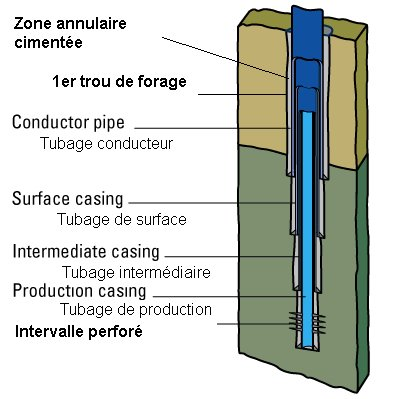
Perforation, dargestellt am Ende des Förderrohrs

Die Perforation ist der für Gase und Flüssigkeiten durchlässig gemachte Bereich in der Verrohrung einer Bohrlochkonstruktion. Dort kann das Fördergut (meist Erdöl oder Erdgas) in die Bohrlochkonstruktion eintreten.
Zuerst muss bei der Erschließung die Lagerstätte mittels Tiefbohrung erreicht und das Bohrloch verrohrt und einzementiert werden. Anschließend werden im Bereich der Lagerstätte Verrohrung, dort Förderrohrtour genannt, und Ringraumzement perforiert („durchlöchert“) und somit eine Verbindung zwischen der Lagerstätte und dem Inneren des Bohrloches geschaffen. Dieses geschieht in der Regel durch Hohlladungen.

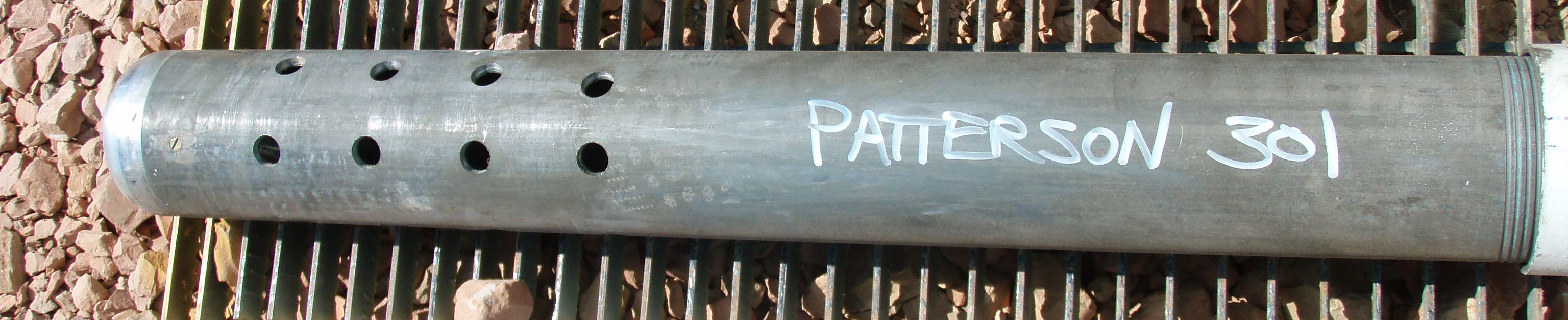
Perforiertes Rohr